# لورا كانترل
لورا كانترل (بالإنجليزية: Laura Cantrell)‏ هي مغنية مؤلفة وكاتبة غنائية ومغنية أمريكية، ولدت في 16 يوليو 1967 في ناشفيل في الولايات المتحدة.

## وصلات خارجية
- الموقع الرسمي
- لورا كانترل على موقع IMDb (الإنجليزية)
- لورا كانترل على موقع ميوزك برينز (الإنجليزية)
- لورا كانترل على موقع أول ميوزيك (الإنجليزية)
- لورا كانترل على موقع ديسكوغز (الإنجليزية)